# Карабунар (вилает Бурса)
Вижте пояснителната страница за други значения на Карабунар.
Карабунар или Кара бунар (на турски: Karapınar, Карапънар) е село в Мала Азия, Турция, Вилает Бурса.

## География
Селото се намира югозападно от Бурса.

## История
В 19 век Карабунар е едно от селата на малоазийските българи.
При избухването на Балканската война в 1912 година един човек от Карабунар е доброволец в Македоно-одринското опълчение.
Българското население на Карабунар се изселва след Междусъюзническата война в 1913 година.

## Личности
Родени в Карабунар
- Никола Димитров (1888 – ?), македоно-одрински опълченец, 1 рота на 11 сярска дружина, носител на кръст „За храброст“ IV степен[3]